# Forte San Rocco
Il forte San Rocco è uno dei forti austro-ungarici facenti parte della Fortezza di Trento (Festung Trient). Il forte appartiene al grande sistema di fortificazioni austriache al confine italiano.

## Ubicazione
I forte si trova a una quota di circa 460 nella periferia sud della città di Trento in frazione San Rocco e sulla cima dell'omonimo dosso, Dosso di San Rocco da cui il nome del forte, sul versante sinistro del fiume Adige. Nello stesso luogo, nel Medioevo sorgeva Castel Cedra demolito nel XIII secolo. Oggi, il forte si trova all'interno del parco comunale Bosco della città e non è visitabile in quanto di proprietà privata.

## Storia

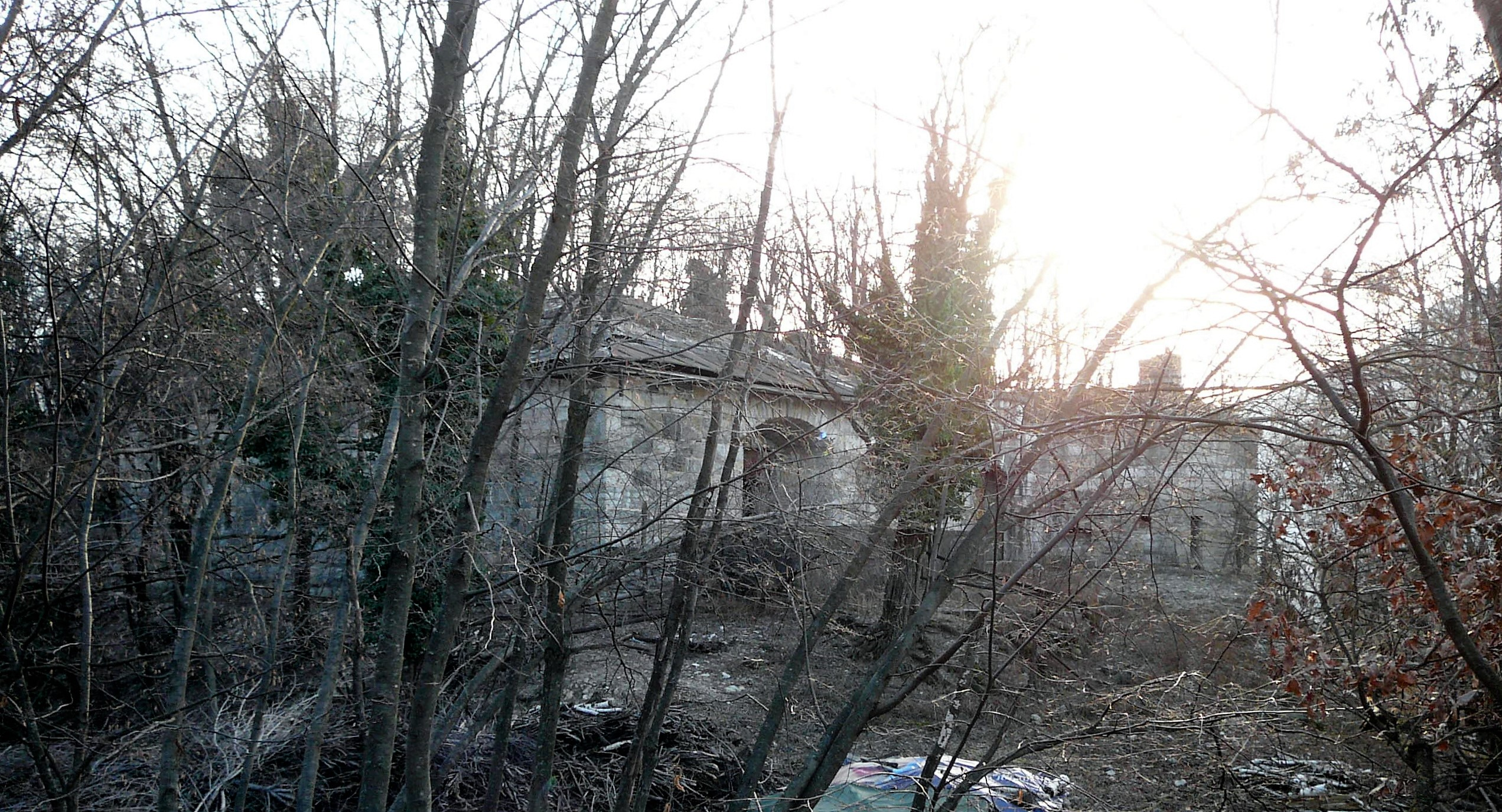
La parte ancora esistente del forte

Questo forte fu uno dei primi della fortezza di Trento ad essere costruito e l'unico della cinta di difesa interna; fu infatti realizzato tra il 1881 e il 1883, durante la seconda fase di fortificazione dell'area di Trento (1876-1895) e fu concepito per proteggere l'accesso a Trento dalla valle dell'Adige e dalla Valsorda. La tecnica di costruzione è quella tipica dei forti di quel periodo, ovvero con un paramento in conci di pietra e calcestruzzo. Il forte era armato con due pezzi di artiglieria da fortezza 12cm/M80 collocati in una cupola corazzata girevole in acciaio, fabbricata dalla tedesca Gruson, quattro pezzi di artiglieria da fortezza 15cm/M61 in barbetta e 17 affusti da fucile. La guarnigione era composta da 9 ufficiali e 122 uomini.
Il forte è costruito sulla sommità del Dosso di San Rocco, è circondato da un fossato protetto da diverse posizioni in caponiera ed è diviso in due parti, l'opera alta e l'opera bassa, collegate da un camminamento esterno a gradinata. L'opera alta, a pianta esagonale, rappresenta la struttura principale del forte, in quanto ospitava la cupola corazzata. L'opera bassa ospitava le postazioni di artiglieria in barbetta e parte degli alloggi delle truppe.
Come avvenne per la maggior parte delle fortificazioni permanenti della Fortezza di Trento, il forte San Rocco era già obsoleto nel 1915. Infatti la sua struttura non sarebbe stata in grado di resistere ai colpi della moderna artiglieria d'assedio. Per questo fu disarmato e i suoi pezzi d'artiglieria furono trasferiti in altre località: i quattro cannoni 15cm/M61 in postazioni campali sul Monte Rosta, mentre i due pezzi 12cm/M80 furono montati su affusti da batteria e spostati sul Monte Cornetto prima di essere montati su affusti da fortezza e trovare una collocazioni definitiva in posizioni cementate sul versante settentrionale del Monte Rosta.
Dopo la guerra il forte fu acquisito dal Regio Esercito e fino agli anni '80 del XX secolo servì come deposito di munizioni dell'Esercito Italiano e denominato "Polveriera di San Rocco". La cupola corazzata fu sostituita da un normale tetto in muratura. Testimonianza di questa destinazione d'uso è l'altana di guardia in cemento armato ancora visibile nella piazza d'armi.
Dopo la dismissione del deposito da parte dell'Esercito Italiano, il forte è stato lasciato in sinecura ad un privato, erede di uno dei manovali che contribuì alla costruzione del forte. Costui contribuisce alla conservazione della struttura facendo in modo che non cada in abbandono e facendo sì che eventuali infiltrazioni d'acqua non danneggino l'opera, in attesa di un intervento della Provincia e del Comune per recuperarlo e farne un sito di interesse storico. Questo particolare stato di cose ha fatto sì che il forte conservasse molti dettagli originali, tra cui il portone di accesso in acciaio, i corrimano delle scale e i tondini di ferro con il filo spinato del fossato.

## Descrizione
Al forte di accede dall'opera alta tramite due portali in acciaio protetto da un traditore. Il portale alla destra conduce direttamente sotto la cupola, quello alla sinistra agli alloggi della truppa. La struttura esterna è a pianta esagonale e una struttura interna è a pianta circolare per agevolare l'operazione dei due cannoni nella cupola corazzata. Una poterna sotterranea collega l'opera alta ad una caponiera che protegge la parte sinistra del fossato.
Alla destra dell'opera alta, un camminamento esterno a gradinata conduce all'opera bassa dove erano collocati i cannoni in barbetta. Qui, un cofano e altre due caponiere, accessibili tramite passaggi sotterranei, coprivano il resto del fossato.

## Armamento
- 2 x 12 cm Kanone M. 80 in cupola corazzata Gruson;
- 4 x 15 cm Kanone M. 61 in barbetta.